# Ibn al-Jarrah
Abu-Abd-Al·lah Muhàmmad ibn Dàwud ibn al-Jarrah, més conegut simplement com a Ibn al-Jarrah, fou un secretari d'estat dels abbàssides i visir per un dia del pretendent Abu-l-Abbàs Abd-Al·lah ibn al-Mútazz. Era l'oncle del famós Isa ibn Isa i pertanyia a una família iraniana abans cristiana però convertida a l'islam. El seu pare va ocupar algun càrrec a la cort i ell mateix va exercir diversos càrrecs.
A la mort d'al-Muktafí va donar suport a la candidatura d'al-Mútazz i quan va ser proclamat al-Múqtadir (908) va participar en la conspiració que al cap de poc, durant 24 hores, va portar a al-Mútazz al poder (anomenat «el califa d'un dia») que el va designar com el seu visir. Fracassat el cop d'estat va poder fugir per poc temps, fins que fou capturat i executat (908).